# Període Asuka

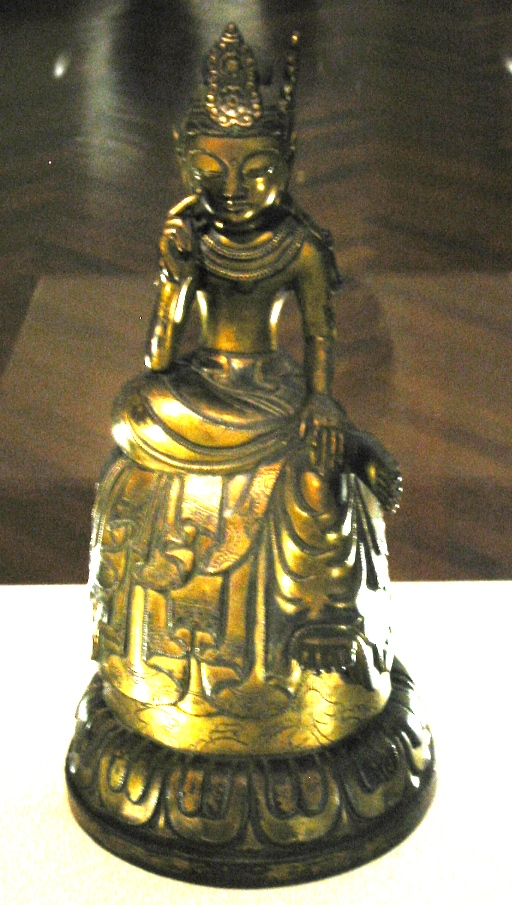
Bodhisattva, fet al període Asuka,, Museu Nacional de Tòquio.

El període asuka (飛鳥時代, Asuka-jidai) és el període de la història del Japó que transcorre entre els anys 552-710. L'arribada del budisme va marcar un canvi en la societat japonesa i també va afectar el govern de Yamato.
L'estat de Yamato va evolucionar molt durant aquest període, el qual és anomenat així per la regió d'Asuka, al sud de l'actual ciutat de Nara, lloc de nombroses capitals temporals establertes durant aquest període. El període asuka és conegut per les seves significatives transformacions artístiques, socials i polítiques, les quals tenien els seus orígens en l'últim període kofun.
Artísticament, el terme estil tori és usat sovint per al període asuka. Això es deu a l'escultor Kuratsukuri Tori, net de l'immigrant xinès Shiba Tatto. L'estil tori hereta l'estil wei del nord de la Xina.